# وائل القباني
وائل القباني لاعب الدفاع في نادي الزمالك ويرتدي الفانلة رقم 15 ، ولد عام 1976 في قرية بهتيم محافظة القليوبية ، حقق من نادي الزمالك الكثير من البطولات منها و كان يلعب في نادي المصرية للاتصالات المصري في اخر محطاته الكروية وكان قد انتقل للزمالك من نادي اسوان.
و كانت له واقعه شهيرة عندما صرح في احدى البرامج التلفزيونية انه وقع للاهلي المصرى عندما كان يلعب في صفوف الزمالك و فاز الزمالك حينها فهدفين نظيفين و حصد الدوري قبل انتهائه بأربع جولات.
وحسب ترانسفير ماركت خاض وائل القباني خلال مسيرته الكروية كلاعب 229 مباراة بواقع 167 لقاء بالدوري و29 في كأس مصر و29 بدوري الأبطال و3 بالسوبر المصري ولقاء بكأس السوبر الأفريقي ونجح في تسجيل 20 هدفا وصنع 9.

## البطولات
- الدوري العام 2000 / 2001 - 2002/2003 _2003|2004
- كأس الكؤوس الإفريقية عام 2000
- كأس السوبر المحلي 2001 /2002
- كأس مصر عام 2002
- دوري أبطال أفريقيا 2002
- كأس السوبر الإفريقي 2003
- البطولة العربية 2003
- كأس السوبر المصري السعودي 2003

## المنتخب
لعب لمنتخب  مصر في العديد من البطولات منها امم أفريقيا 2004 ورحل عن الزمالك وسط ذهول جماهير الأبيض لتميز القباني دفاعيا _ و القباني مارس تحكيم اللعبة في دوري ممتاز ب وكان مميز كمدافع وحكما ذو اخلاق حسنه

## وصلات خارجية
- وائل القباني على موقع ناشيونال فوتبول تيمز (الإنجليزية)